# Harijutsu
Lo Harijutsu è un'arte marziale tradizionale giapponese che insegnava l'uso di piccoli proiettili acuminati (針 hari, "ago") talvolta simili agli shuriken, in altri casi spilloni e aculei con l'uso di cerbottane (fukiya) o altri insidiosi stratagemmi.